# SŽ 312 sorozat
Az SŽ 312 sorozat egy Szlovénia villamosmotorvonat-sorozata, melyet 2000 és 2001 között gyártott a német Siemens. A járművek közül 10 kétrészes, 20 pedig három részes.

## Gyártása
A mintegy 97 millió euró értékű, összesen 30 motorvonatra vonatkozó megrendelést 1998 májusában adták le a Siemensnek. A gyártók a Siemens SGP Verkehrstechnik és a Siemens Austria leányvállalata, a szlovéniai TVT Nova voltak. A két vállalat 1999 óta együttműködési megállapodás keretében dolgozott együtt. A gépészeti kivitelezés a Siemens TS krefeldi telephelyén történt. A gyártás főként Mariborban, az átvételi tesztek Ljubljanában zajlottak. Az első szállításra 2000 szeptemberében került sor. Az utolsó szerelvényt 2002 júliusában adták át a megrendelőnek.
A vonatokat Ljubljana elővárosi közlekedésében, valamint a Ljubljana-Koper, Ljubljana-Jesenice, Ljubljana-Dobova és Maribor-Zidani Most útvonalakon használják.